# Семчев, Александр Львович
Алекса́ндр Льво́вич Се́мчев (род. 16 апреля 1969, Вышний Волочёк, Калининская область) — российский актёр театра, кино, телевидения, озвучивания и дубляжа, кинорежиссёр, продюсер; народный артист Российской Федерации (2024).

## Биография

### Ранние годы
Родился 16 апреля 1969 года в Вышнем Волочке Калининской области. После школы был призван в армию. Службу проходил в космических войсках. Затем поступил в театральное училище имени Б. В. Щукина (курс Е. Р. Симонова. После смерти Симонова курс вела В. П. Николаенко). Учёбу в театральном училище совмещал с работой в театре «Современник».

### Карьера
По окончании училища в 1997 году несколько месяцев проработал в театре «Сатирикон», а затем по приглашению Олега Ефремова перешёл в МХТ имени Чехова.
Среди его основных ролей — Бутон в «Кабале святош» (по М. А. Булгакову), Бугров в «Новом американце» (по пьесе С. Довлатова), стражник Жона в «Антигоне» (по пьесе Ж. Ануя).
В кинематографической карьере Семчева преобладали роли в телесериалах («Марш Турецкого», «Маросейка, 12», «Остановка по требованию», «Граница. Таёжный роман», «Сыщики», «Участок») и криминальных лентах.
За роль Лариосика в спектакле С. Женовача «Белая гвардия» в 2004 году Александр Семчев был удостоен театральной премии «Чайка» (номинация — «Лучшая комедийная роль»).
Работал на телевидении. С 2001 по 2002 год был ведущим программы о народных умельцах «Знай наших!» на СТС, а с 2002 по 2004 год вёл детскую программу «Следствие ведёт Колобков» на «Первом канале».
Также Семчев снимался в рекламе (к примеру, пива «Толстяк», лотереи «Доступное жильё»).
25 сентября 2015 года актёр принял участие в театрализованных онлайн-чтениях произведений А. П. Чехова «Чехов жив».

### Личная жизнь
Был  дважды женат.
Первая жена — учительница Юлия Панова.
Вторая жена — художник по костюмам Людмила Воронова. 
Есть три сына: Фёдор, Кирилл и Павел. 
Кирилл — от первого брака с Юлией Пановой, от второго брака — сын Фёдор (2005) и внебрачный сын от Татьяны Можиновой — Павел Можинов, проживающий в Почепе Брянской области, работающий железнодорожником. В телепередаче «Пусть говорят» Александр Семчев проигнорировал личную встречу с внебрачным сыном Павлом.
Семчев начал полнеть с 23 лет, а в карьере его вес стали использовать «как фактуру», так как человека с таким весом нелегко найти в актёрской среде. Вес достигал 200 кг. Появился сахарный диабет 2-го типа, до начала похудения уровень глюкозы в крови достигал 17 ммоль на литр.. Осенью 2018 года сообщил, что избавился от 40 лишних килограммов. В 2019 году в преддверии своего 50-летия похудел на 100 килограммов.

## Творчество

### Театр
- 1997 — «Женитьба» Н. В. Гоголя — Яичница
- «Кабала святош» М. А. Булгаков — Бутон
- «Новый американец» по пьесе С. Довлатова — Бугров
- 2001 — «Антигона» Жан Ануя — Стражник Жона
- 2001 — «Старосветские помещики» Н. В. Гоголя — Афанасий Иванович
- 2002 — «Утиная охота» А. В. Вампилова — Саяпин
- 2004 — «Белая гвардия» М. А. Булгакова — Лариосик
- 2004 — «Тартюф» Жан-Батиста Мольера — Оргон
- 2012 — «Событие» по Владимиру Набокову — Опояшина

### Телевидение
- Русское лото (РТР, 24.08.1997, 150-й тираж, игрок в студии)[12]
- Дело хозяйское (НТВ, 1999)
- Кышкин дом (НТВ, 2001)
- Знай наших! (СТС, 2001—2002)
- Следствие ведёт Колобков (ОРТ/Первый канал, 2002—2004)
- Народная лотерея «Доступное жильё» (ТНТ, 2011)
- Кто хочет стать миллионером? (Первый канал, 2018—2020)

### Фильмография
Актёрские работы
- 1999 — Небо в алмазах — Игорь Кощеев
- 2000 — Свадьба — Борзов
- 2000 — 2001 — Остановка по требованию — Жора
- 2000 — Первый миллион / Pierwszy milion — Пики
- 2001 — Сматывай удочки — таможенник
- 2001 — Под Полярной звездой
- 2001 — Сыщики — Баболюбов
- 2000 — Граница. Таёжный роман — майор Сердюк, замполит
- 2002 — Ледниковый период — зам. премьер-министра Пётр Свешников
- 2002 — Русские в городе ангелов — Мытко
- 2002 — Театральный роман — Елагин / Патрикеев
- 2003 — Козлёнок в молоке
- 2003 — Железнодорожный романс — начальник Алексея
- 2003 — Колхоз интертейнмент — директор кооператива «Флорафильм»
- 2003 — Всегда говори «всегда» — сосед
- 2003 — Маша Портер и Волшебное кольцо — Боря
- 2003 — Участок — капитан Терепаев
- 2003 — История весеннего призыва — майор военкомата
- 2003 — С ног на голову — следователь
- 2003 — Северный сфинкс — доктор Алексеев
- 2004 — Даже не думай 2: Тень независимости — Рудик
- 2005 — Королева бензоколонки 2 — Зленко
- 2005 — Ночь в стиле Disco — Дед Мороз
- 2005 — Мечтать не вредно — Артур
- 2005 — Дело о «Мёртвых душах» — Собакевич
- 2005 — Двенадцать стульев — Евгений Петров
- 2005 — Человек в футляре, человек в пальто и человек во фраке — Аркадий Беликов
- 2005 — Брежнев — Александр Бовин, спичрайтер Брежнева
- 2005 — Охота на изюбря — Трепко, заместитель губернатора Дубнова
- 2005 — Персона нон грата — Чапа
- 2006 — Заколдованный участок — капитан Терепаев
- 2006 — Цветы для Снежной королевы — Виталий Шацкий, кинопродюсер
- 2006 — Девочки
- 2006 — Золотой телёнок — Берлага
- 2007 — Королёв — Ульрих
- 2007 — День выборов — А. С. Емельянов, губернатор Самарской области
- 2007 — Репортёры — Айгар Трепше, латышский политик
- 2007 — Ликвидация — Эммануил Гершевич Шмуклис (Эммик), адвокат
- 2007 — Щастье (короткометражный телевизионный фильм) — Павел «Паша» Семёнович, бандит
- 2007 — Главное – успеть — Матвей, врач
- 2007 — Артисты — директор Дворца Культуры
- 2007 — Молчун (Украина) — Варлах, друг Алексея Юдина
- 2007 — Счастливы вместе — «приглашённая знаменитость в супермаркет» (камео)
- 2008 — Иллюзия страха — Пеньковский / царедворец
- 2008 — Ты и я — Леонид
- 2008 — Очень русский детектив — шеф полиции
- 2009 — Муж моей вдовы — Шкаф
- 2010 — Я не я — бандит
- 2010 — Наша Russia. Яйца судьбы — Бизон
- 2010 — Игрушки — майор / подполковник Бондаренко
- 2010 — Око за око — Мелешко-Гутман
- 2010 — Варенье из сакуры — толстый мужчина
- 2011 — Самый лучший фильм 3-ДЭ — дядя Паша
- 2011 — Фарфоровая свадьба — Володя Кротов
- 2011 — Костоправ — доктор Фокиш
- 2011 — Год белого слона — кот Батон
- 2011 — Синдром дракона — Владимир Ёлкин
- 2011 — Открытая дверь / Dure Bac — хирург
- 2012 — Большая ржака — полковник
- 2012 — Искатели приключений — Александр Михайлович
- 2012 — От винта! (озвучка)
- 2012 — Папины дочки. Суперневесты — судья (396)
- 2013 — Второе восстание Спартака — полковник, начальник лагеря
- 2014 — Гена Бетон — Фатьянов
- 2014 — Питер-Москва — пассажир
- 2015 — Кухня — Николай Марьянович Скворцов, префект округа
- 2015 — Пенсильвания — Анатолий Германович Подгорнов, глава администрации посёлка Поливаново
- 2017 — Последний богатырь — Чудо-Юдо
- 2017 — Сальса — Олег Иванович
- 2017 — Ученица Мессинга — Владимир Александрович Кравец, директор Магаданской филармонии
- 2017 — Только не они — майор полиции
- 2018 — Соседи — Пятаков
- 2018 — Годунов — окольничий Пётр Головин, казначей
- 2018 — Заповедник — Митрофанов
- 2018 — Контакт — Венедикт Тартаковский
- 2020 — Волк — Артур Янович Кипнис
- 2020 — Парадоксы — продюсер
- 2020 — Последний богатырь: Корень зла — Чудо-Юдо
- 2020 — Конференция — Олег, муж Натальи
- 2021 — Угрюм-река — Ипполит Иполлитович, бухгалтер Прохора
- 2021 — Судьба диверсанта — Кляйнер, гестаповец
- 2021 — Последний аксель — следователь
- 2023 — Фандорин. Азазель — Ксаверий Феофилактович Грушин
- 2023 — Родные люди (новелла «Санкт-Петербург») — начальник полиции
- 2024 — Горький 53 — Обком
- 2024 — 12 стульев — Альхен

Киножурнал «Ералаш»
- 2003 — Выпуск № 167 (сюжет «Осторожно, злая собака!»)[13] — папа Смирнова

Киножурнал «Фитиль»
- 2001 — Выпуск № 412 (новелла «Откликнулся») — Николай Григорьевич Степанов, чиновник
- 2004 — Выпуск № 1 (новелла «Стратег») — губернатор
- 2004 — Выпуск № 3 (новелла «Без понтов») — олигарх (озвучивал Алексей Колган)
- 2004 — Выпуск № 3 (новелла «Последний парад-2») (…Продолжение сюжета «Последний парад 1993 года») — олигарх (озвучивал Алексей Колган)
- 2004 — Выпуск № 11 (новелла «Служили два товарища») — бандит
- 2005 — Выпуск № 27 (новелла «Испытание») — Валерий Степанович
- 2005 — Выпуск № 66 (новелла «Межпланетные аудиторы») — начальник (озвучивал Алексей Колган)
- 2006 — Выпуск № 86 (новелла «Без понтов-2») — олигарх
- 2007 — Выпуск № 156 (новелла «Приёмный день») — депутат
- 2007 — Выпуск № 157 (новелла «Точечная застройка») — мэр
- 2008 — Выпуск № 165 (новелла «Истинный ценитель») — покупатель в магазине
- 2008 — Выпуск № 177 (новелла «Индивидуальная работа») — сотрудник военкомата

Режиссёрские работы
- 2006 — Девочки (совместно с Михаилом Левитиным)

### Реклама
- Пиво «Толстяк» с Романом Мадяновым (2000—2004)

## Награды и звания
- Заслуженный артист Российской Федерации (1 сентября 2003 года) — за заслуги в области искусства[14].
- Орден Дружбы (21 августа 2018 года) — за большой вклад в развитие отечественной культуры, искусства, средств массовой информации и многолетнюю плодотворную деятельность[15].
- Народный артист Российской Федерации (3 апреля 2024 года) — за большие заслуги в развитии кинематографического, музыкального, театрального, хореографического и циркового искусства[16].